# Čeruvali
Čeruvali je vas v Čirakadavu, v pokrajini Kotajamu v zvezni državi Kerali. Ime kraja izhaja iz mita, povezanega s templjem Čeruvali. 

## Zgodovina in prihodnost
Uradna jezika v tej vasici in okolici sta dva: malajalamščina, kot po celotni Indija pa se tudi tu uporablja angleščina.
Vlada Kerale in osrednja vlada Indije sta odobrili gradnjo letališča na ozemlju Čeruvalija s površino 2263 arov, 2,5 km od državne avtoceste blizu mesta Erumelija v Kotajamskem okrožju, ki leži 48 km od Sabarimale.
Poleg tega, da bo zadovoljevalo potrebe letalcev, naj bi letališče med romarsko sezono zmanjšalo gost promet na cestah, ki vodijo v Sabarimalo. Najbližja železniška postaja je Tiruvala.
Vas Čeruvali je igrala pomembno vlogo v zgodovini in omiki Kerale.

## Znamenite osebnosti
- Jakob Manjackal (1946) – krščanski redovnik in karizmatik

## Slikovna zbirka
- Cheruvally Govt LP School – Šola v Čeruvaliju
- Netaji Grandhasala Cheruvally – Velika dvorana v Čeruvaliju
- Oče Jakob prinaša Kristusov mir in blagoslov
- Duhovna obnova za ozdravljenje dušnih in telesnih ran
- Vernikov se je na srečanju v Subotici leta 2005 kar trlo
- Mlad mož pričuje o svojem nenadnem ozdravljenju